# 36e cérémonie des Los Angeles Film Critics Association Awards
La 36e cérémonie des Los Angeles Film Critics Association Awards, décernés par l'Los Angeles Film Critics Association, a eu lieu le 12 décembre 2010, et a récompensé les films réalisés dans l'année.

## Palmarès

### Meilleur film
- The Social Network
  - Carlos

### Meilleur réalisateur
(ex æquo)
- David Fincher – The Social Network
- Olivier Assayas – Carlos

### Meilleur acteur
- Colin Firth pour le rôle du roi George VI dans Le Discours d'un roi (The King's Speech)
  - Édgar Ramírez pour le rôle d'Ilich Ramírez Sánchez dans Carlos

### Meilleure actrice
- Kim Hye-Ja pour le rôle de la mère dans Mother (마더)
  - Jennifer Lawrence pour le rôle de Ree Dolly dans Winter's Bone

### Meilleur acteur dans un second rôle
- Niels Arestrup pour le rôle de César Luciani dans Un prophète
  - Geoffrey Rush pour le rôle de Lionel Logue dans Le Discours d'un roi (The King's Speech)

### Meilleure actrice dans un second rôle
- Jacki Weaver pour le rôle de Janine « Smurf » Cody dans Animal Kingdom
  - Olivia Williams pour le rôle de Ruth Lang dans The Ghost Writer

### Meilleur scénario
- The Social Network – Aaron Sorkin
  - Le Discours d'un roi (The King's Speech) – David Seidler

### Meilleure direction artistique
- Inception – Guy Hendrix Dyas
  - Le Discours d'un roi (The King's Speech) – Eve Stewart

### Meilleure photographie
- Black Swan – Matthew Libatique
  - True Grit – Roger Deakins

### Meilleure musique de film
(ex æquo)
- The Ghost Writer – Alexandre Desplat
- The Social Network – Trent Reznor et Atticus Ross

### Meilleur film en langue étrangère
- Carlos •  France /  Allemagne
  - Mother (마더) •  Corée du Sud

### Meilleur film d'animation
- Toy Story 3
  - L'Illusionniste

### Meilleur film documentaire
(ex æquo)
- Le Dernier train
- Faites le mur !

### New Generation Award
- Lena Dunham – Tiny Furniture

### Career Achievement Award
- Paul Mazursky

### Douglas Edwards Experimental/Independent Film/Video Award
- Jean-Luc Godard – Film Socialisme

### Legacy of Cinema Awards
- Serge Bromberg pour la restauration de L'Enfer
- La F.W. Murnau Foundation et Fernando Pena pour la restauration de Metropolis